# Hamadou Djibo Issaka
Hamadou Djibo Issaka (3 luglio 1977) è un canottiere e nuotatore nigerino.
Ha partecipato ai XXX Giochi olimpici. 

## Carriera
Hamadou Djibo Issaka è un nuotatore agonista ma si è allenato per partecipare alle Olimpiadi di Londra del 2012 nella specialità del canottaggio singolo.
Scelto in Niger per formarsi come canottiere solo tre mesi prima dei giochi olimpici, ha ricevuto la sua prima formazione nel canottaggio competitivo in Egitto, poi ha trascorso due mesi presso il Centro internazionale per lo sviluppo del canottaggio in Tunisia. È stato scelto con una "wild card" da parte del CIO, attraverso un programma che mira a sviluppare lo sport al di fuori dei tradizionali concorrenti. Dodici settimane prima delle Olimpiadi è stato nominato campione nigerino di canottaggio.
Il 28 luglio, Djibo Issaka ha guadagnato l'attenzione della stampa per la sua prima gara olimpica nei 2000 metri, in cui ha terminato ultimo con il tempo di 8:25.56, quasi un minuto dietro il suo concorrente più vicino e quasi 1 minuto e 40 secondi dietro il vincitore.
Mentre la folla e la stampa lo acclamava, l'ex atleta inglese e medaglia d'oro olimpica Steve Redgrave ha criticato l'inclusione di Djibo Issaka. Nonostante queste osservazioni, il CIO ha spiegato che Djibo Issaka non aveva preso il posto di qualsiasi altro atleta qualificato.
Il 31 luglio, Djibo Issaka ha partecipato nella Semifinale E del singolo maschile ed è finito quarto con un tempo di 9'07"99.